# Musica elettroacustica
La musica elettroacustica è un genere di musica contemporanea, nato al termine della Seconda guerra mondiale, che, partendo dalla musica concreta e dalla musica elettronica, utilizza sia tecniche di registrazione e manipolazione dei suoni, sia tecniche di sintesi sonora e di campionamento.
Il termine "musica elettroacustica", come del resto la musica elettronica, si pone trasversalmente alle più eterogenee intenzioni musicali.
Celebri compositori elettroacustici sono Stockhausen, Xenakis, Steve Reich e gli italiani Luigi Nono e Pietro Grossi.
La produzione di musica elettroacustica o elettronica è possibile grazie anche al solo uso del computer adottando ambienti o linguaggi di programmazione quali SuperCollider, Max o Csound.
La musica elettroacustica può essere considerata la branca colta della musica elettronica ed è fortemente legata all'arte acusmatica. Essa non va confusa con la musica elettronica che viene registrata, suonata, e scritta con l'ausilio di equipaggiamenti elettronici (sequencer, hardware, software), ed applicata a quei generi e a quelle opere musicali in cui l'elettronica non costituisce semplicemente un mezzo utilizzato nel processo di creazione di una registrazione di un brano musicale, ma è viceversa intrinseca alla natura stessa del brano, come nel caso di incisioni dominate da sintetizzatori, campionatori, drum machine, sequencer e così via.
La musica elettroacustica è caratterizzata da infinite possibilità circa i suoni producibili e rende possibile l'intuizione di Ferruccio Busoni circa la suddivisione dei semitoni in ulteriori suddivisioni o meglio permette di avere infinite "note" tra i semitoni del sistema temperato.